# 雪地圣母公墓
雪地圣母公墓（英語：Cimetière Notre-Dame-des-Neiges）是加拿大魁北克省蒙特利尔的一座公墓，创建于1854年，占地343英畝（139公頃），位于Côte-des-Neiges-Notre-Dame-de-Grâce区皇家山的山坡上。雪地圣母公墓是加拿大最大的公墓、北美洲第三大公墓。

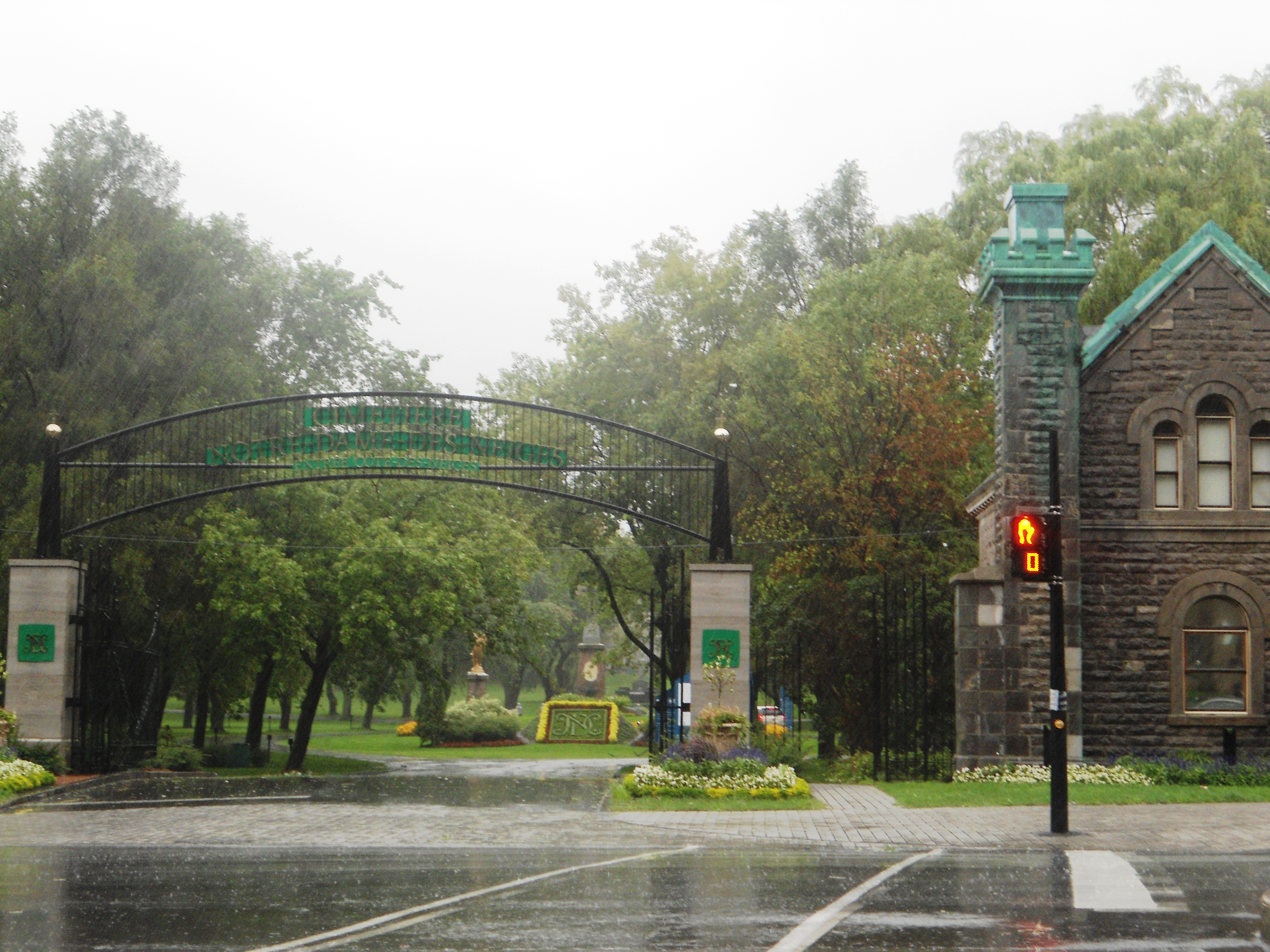
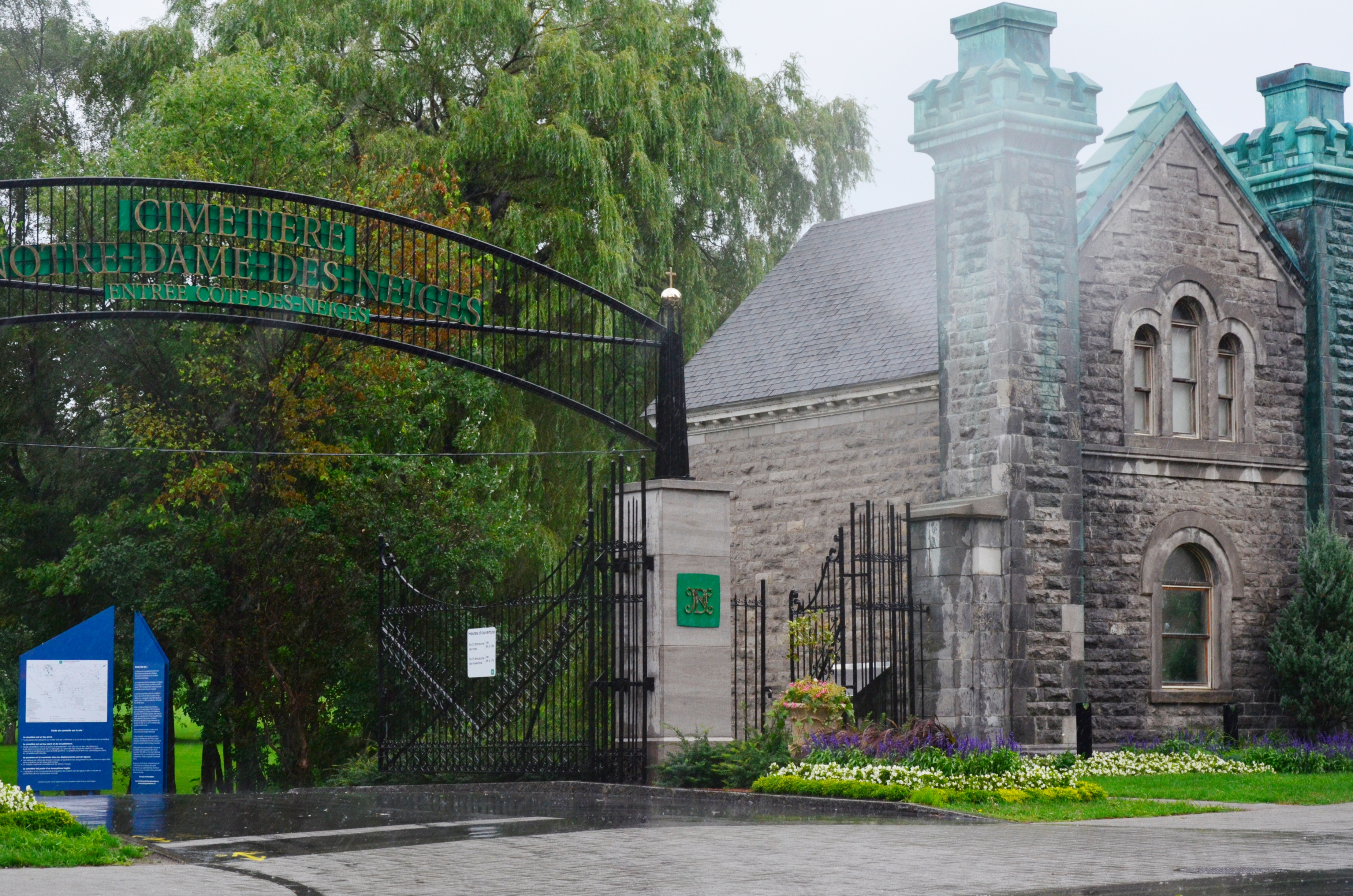
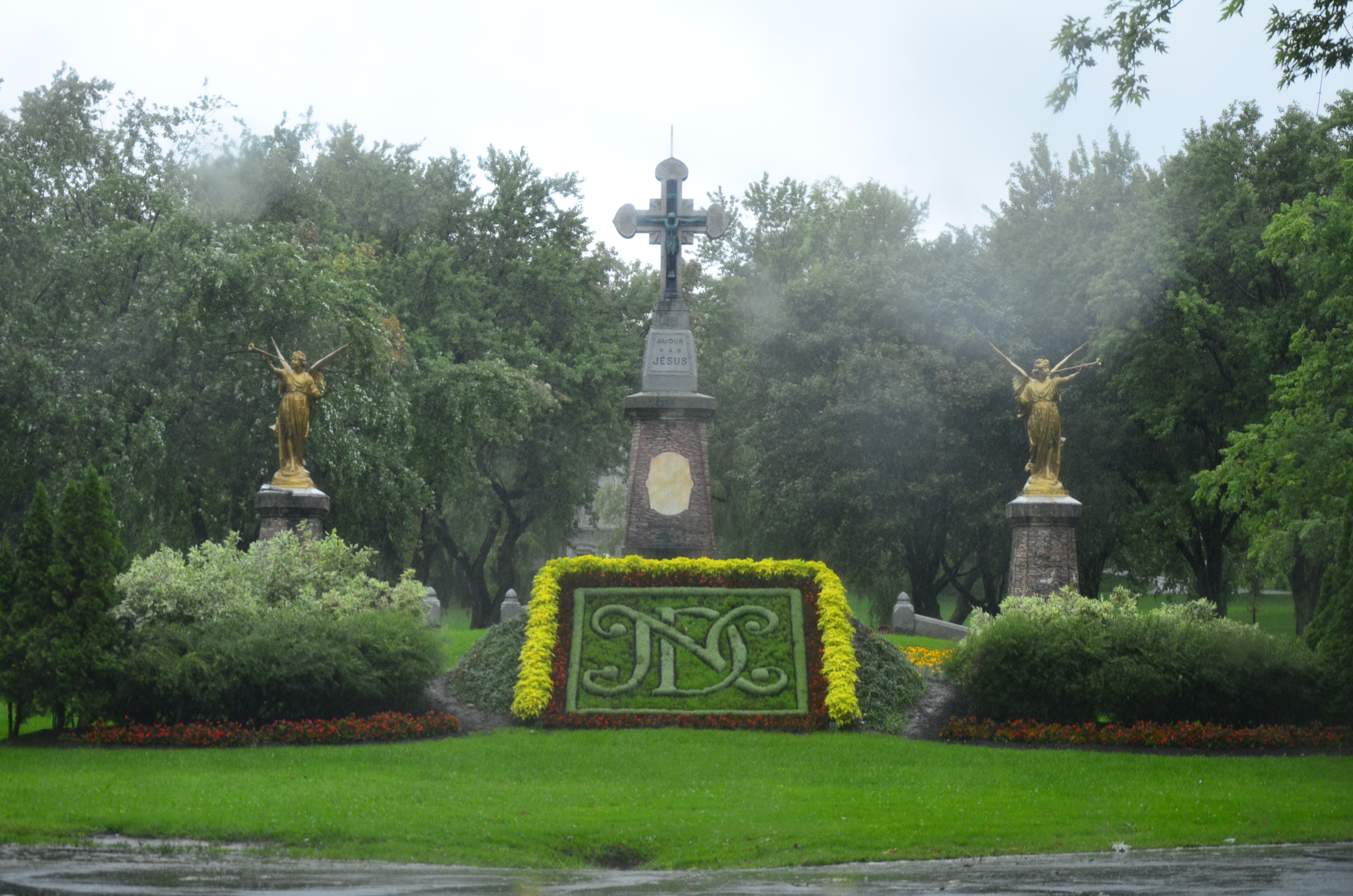
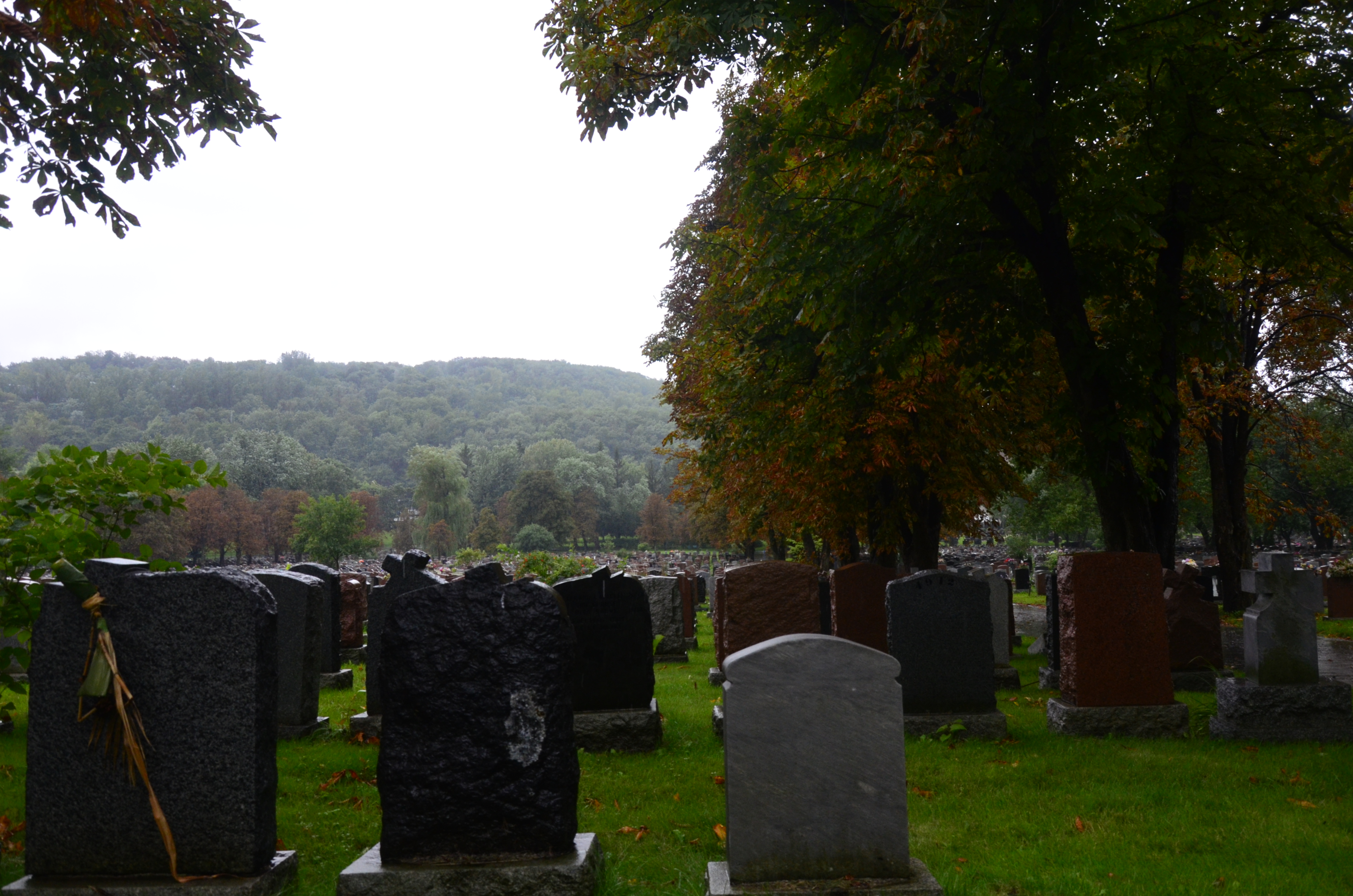
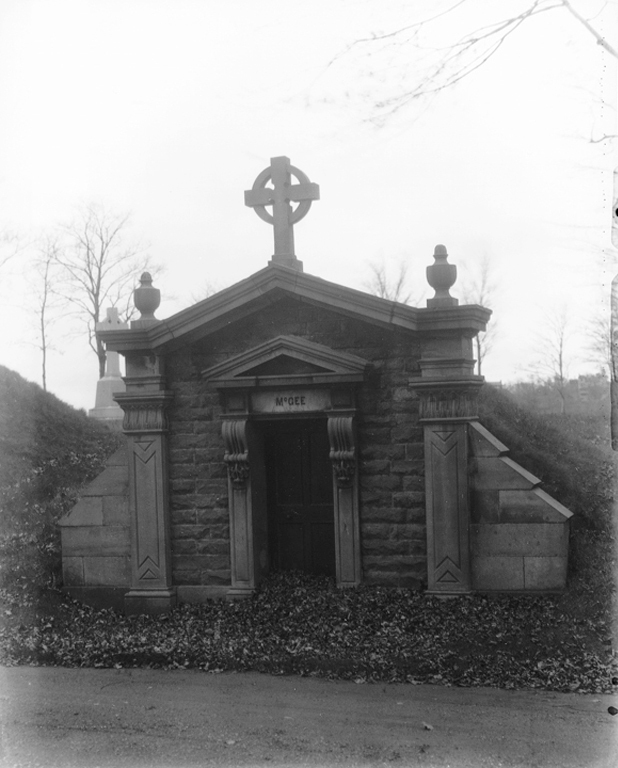